# Digital signatur
Digital signatur anvendes bl.a. til at signere digitale dokumenter, og verificere brugerens identitet på forskellige websteder. Digitale signaturer dannes ved brug af asymmetrisk kryptering og hashfunktioner.
Digital signatur anvendes ofte synonymt med elektronisk signatur, men kan også ses som en delmængde af disse, da elektroniske signaturer også kan omfatte andre former for accept eller bekræftelse af identitet.

## Metode
Hvis Alice ønsker at signere en meddelelse til Bob, er den simpleste metode at hun krypterer hele meddelelsen ved hjælp af sin private nøgle. Bob (og enhver anden) kan derefter verificere signaturen ved at dekryptere med Alices offentlige nøgle.
Da kryptering af hele meddelelsen med asymmetrisk kryptering er meget beregningstungt, vælger man i praksis en anden strategi. Alice danner i stedet en hash af meddelelsen, som hun derefter krypterer med sin private nøgle. Bob danner så selv en hash af meddelelsen, dekrypterer den krypterede hash med Alices offentlige nøgle og sammenligner dem. Hvis hash algoritmen er god, er der meget stor sandsynlighed for, at de oprindelige meddelelser er ens, hvis deres hash er ens, og dermed er meddelelsens autenticitet verificeret med stor sandsynlighed. Denne fremgangsmåde har også den fordel, at meddelselsen kan læses af Bob, også selv om denne ikke ønsker eller har mulighed for at verificere autenticiteten (f.eks. hvis Bob ikke er i besiddelse af Alices offentlige nøgle).

## Digitale signaturer i identifikation
Digitale signaturer kan også anvendes til identifikation. Hvis Alice ønsker at verificere, at den person der henvender sig til hende virkelig er Bob, kan Alice gøre to ting:
- Alice sender en tilfældig stump information (tilfældig bit-streng) til Bob (dette kaldes en udfordring eller challenge). Bob krypterer denne og sender resultatet tilbage til Alice. Alice dekrypterer derefter resultatet med Bobs offentlige nøgle. Hvis resultatet af den sidste operation er det samme som den oprindelige bit-streng, er Bobs identitet verificeret.
- Alice krypterer en tilfældig stump information (tilfældig bit-streng) med Bobs offentlige nøgle og sender resultatet til Bob. Bob dekrypterer med sin hemmelige nøgle og sender resultatet tilbage til Alice. Hvis Bobs resultat er det samme som den information Alice startede med, er Bobs identitet verificeret.

Hvis disse metoder benyttes, skal Bob have et separat nøglepar til identifikation, ellers vil en uærlig Alice kunne misbruge metoden til at få Bob til at dekryptere tidligere opsnappet information beregnet på Bob. Metoden til asymmetrisk kryptering skal også kunne modstå valgt klartekst angreb. For begge metoder gælder desuden, at det ofte ikke har så stor værdi alene at identificere partneren. Hvis f.eks. ovenstående protokoller blev anvendt til sikring af en internet transmission mellem Alice og Bob, så har Alice ingen garanti for at linjen overvåges og/eller at linjen efter identifikationen overtages helt af angriberen (således at Alice ikke kan være sikker på at efterfølgende kommunikation kommer fra Bob eller går til Bob). Typisk vil man bruge udvide ovenstående protokol til også at producere et sæt symmetriske nøgler til kryptering og autenticering, som kan anvendes til sikring af den efterfølgende kommunikation. Et eksempel herpå er SSL/TLS standarden.
Hvis efterfølgende kommunikation fra f.eks. Bob til Alice autenticeres (via en MAC algoritme) med en af disse nøgler, så kan Alice vide at kommunikationen kommer fra Bob. Alice kan dog ikke overfor en 3. part bevise, at det er Bob og ikke hende selv der har skabt/sendt informationerne, idet Alice jo også kender autenticeringsnøglen.
I netbanker anvendes typisk en protokol som beskrevet ovenfor til login, men de enkelte transaktioner (såsom pengeoverførsel) signeres yderligere med en digital signatur. I andre sammenhænge (www.skat.dk) sker der ingen signering af de enkelte transaktioner, så SKAT kan ikke kryptografisk bevise, at f.eks. ændringer til selvangivelsen er foretaget af borgeren og ikke af SKAT selv (men de kan godt kryptografisk bevise at borgeren loggede på). I sådanne tilfælde kan beviset evt. føres ved et såkaldt systembevis (i.e. ved gennemgang af opsætningen af systemet, log-filer m.m.) snarere et kryptografisk bevis. Et sådant bevis kan sandsynliggøre, at det er borgeren selv der har logget på og forespurgt ændringerne.

## Digital signatur i Danmark
I Danmark administrerer IT- og Telestyrelsen et offentligt system af certifikater, OCES (Offentlige Certifikater til Elektronisk Service). Når man som borger bestiller et certifikat så får man en fil med en privat nøgle og den tilhørende offentlige nøgle opbevares på en server hvor den kan søges frem af alle der ønsker at kontrollere om en digital signatur på et elektronisk dokument er ægte. IT- og Telestyrelsen udliciterede, som resultat af et EU-udbud, opgaven til TDC, men pr. 1. juli 2008 er løsningen overdraget til selskabet DanID, som er ejet af PBS. Enhver kan gratis rekvirere en personlig digital signatur hos TDC/DanID. Løsningen, som fik navnet NemID, er ikke omfattet af lovgivningen for digitale signaturer og blev særlig i de første år udsat for massiv kritik.
I sommeren 2007 er der ca. udstedt 1 mio digitale signaturer i Danmark (medarbejdercertifikater, virksomhedscertifikater og personcertifikater). Udover at bruge certifikatet til at lave en elektronisk signatur så kan man også bruge det til at logge på en række websites bl.a SKAT (selvangivelse mm.), SU-styrelsen, e-Boks, kommunale myndigheder mm.
En særlig form for digital signatur, den mobile digitale signatur, kan udstedes på et flytbart medie som fx en CD-ROM eller USB-nøgle. Signaturen fungerer som den almindelige digitale signatur, men den skal ikke installeres på pc'en. Derudover fungerer den også på forskellige platforme (Windows, Linux, Mac OS X m.fl.), da den er baseret på Java-software.
Som borger i visse kommuner kan man få udstedt en såkaldt strakssignatur med det samme ved at henvende sig i borgerservicecentret. Dette gælder bl.a. for kommunerne København, Århus, Odder, Slagelse og Gentofte (maj 2008).

### Masseudstedelse af digitale signaturer
I 2007 og frem til begyndelsen af 2008 udstedte enkelte kommuner (Holbæk, Slagelse) en digital signatur til alle kommunens borgere. Denne procedure blev ændret, da Datatilsynet mente, at den stred mod persondataloven . I stedet skal borgeren selv bestille den digitale signatur fx via kommunens hjemmeside.